# Andrea Cleven
Andrea Cleven (* 15. März 1978 in Northeim) ist eine deutsche Schauspielerin und Synchronsprecherin.

## Leben
Andrea Cleven wuchs in Büdingen auf. Nach dem Abitur 1997 am Wolfgang-Ernst-Gymnasium zog sie nach London, wo sie am Method Studio London und dem Goldsmiths College der University of London erste Schauspiel- und Theaterstudien betrieb und erste Bühnenauftritte hatte.
Nach zwei Jahren ging sie zurück nach Deutschland und studierte 1999 an der FU Berlin Theaterwissenschaften. Dieses Studium brach sie 2000 zugunsten eines Schauspielstudiums an der Hochschule für Musik und Theater Hannover ab, das sie 2004 mit Diplom beendete. Noch während des Studiums spielte sie die Hauptrollen in den Filmen Kubaner küssen besser und Held der Gladiatoren.
Nach dem Studium gastierte sie am Bremer Theater und am Staatstheater Kassel. Von 2005 bis 2008 war sie festes Ensemble-Mitglied am Staatstheater Kassel, wo sie unter anderem mit den Regisseuren Kay Voges, Gustav Rueb und Martin Schulze zusammenarbeitete. Seit 2008 lebt sie als freischaffende Schauspielerin in Berlin und arbeitet für Film und Fernsehen, sowie gastweise an Theatern (Bad Hersfelder Festspiele, Pfalztheater Kaiserslautern, Moerser Schlosstheater, Ludwigsburger Schlossfestspiele).
Von Mai bis September 2012 verkörperte Andrea Cleven die Maja Iversen, eine der weiblichen Hauptrollen in der 1. Staffel der ZDF-Telenovela Wege zum Glück – Spuren im Sand.

## Filmografie

### Kino (Auswahl)
- 2005: Katze im Sack
- 2010: Suicide Club
- 2010: Solokind

### Fernsehen (Auswahl)
- 2002: Kubaner küssen besser
- 2003: Held der Gladiatoren
- 2004: Alarm für Cobra 11 – Die Autobahnpolizei (Fernsehserie, Folge Feuer und Flamme)
- 2004: Rosamunde Pilcher – Traum eines Sommers (Filmreihe)
- 2005: Im Namen des Gesetzes (Fernsehserie, Folge Stirb, Mörder!)
- 2007: Tatort – Unter uns (Filmreihe)
- 2007: Ein spätes Mädchen
- 2008: Mörder kennen keine Grenzen
- 2009: Ein Fall für zwei (Fernsehserie, Folge Eine tödliche Affäre)
- 2009: Danni Lowinski (Fernsehserie, Folge Klotz am Bein)
- 2009: Notruf Hafenkante (Fernsehserie, Folge Latin Lover)
- 2009: Küstenwache (Fernsehserie, Folge Nehmt Abschied Brüder)
- 2009: Die Rosenheim-Cops (Fernsehserie, Folge Ein Hai weniger)
- 2010: SOKO Köln (Fernsehserie, Folge Die Frau im hellen Mantel)
- 2010: Mord mit Aussicht (Fernsehserie, Folge Mikado)
- 2010–2011, 2012–2013: Alles was zählt (Fernsehserie)
- 2011: SOKO Wismar (Fernsehserie, Folge Restschuld)
- 2012: Wege zum Glück – Spuren im Sand (Fernsehserie)
- 2015: In aller Freundschaft (Fernsehserie, Folge Zukunftsmusik)
- 2018: Tatverdacht – Team Frankfurt ermittelt (Fernsehserie)
- 2019: Nachtschwestern (Fernsehserie)
- 2024: SOKO Wismar (Fernsehserie, Folge Schatzinsel Poel)
- 2024: Uferpark – Gute Zeiten, wilde Zeiten (Fernsehserie)

### Synchronisation (Auswahl)
- 2015: Weihnachten Undercover für Julie Lynn Mortensen als Holly
- 2018: S.W.A.T. für Stephanie Sigman als Jessica Cortez
- 2019: Kommissar Wisting (Fernsehserie) für Thea Sofie Loch Næss als Linnea Kaupang
- seit 2019: The Boys (Fernsehserie) für Shantel VanSanten als Becca Butcher
- 2019–2022: The Walking Dead (Fernsehserie) für Cassady McClincy als Lydia
- 2020: Navy CIS: L.A. für Krizia Bajos als Patricia Ruiz
- 2022: Navy CIS: L.A. für Tiffany Smith als Megan Merkel
- 2022: Everything Everywhere All at Once für Audrey Wasilewski als Alpha RV Officer
- 2023: Shy für Kikuko Inoue als Uni-Lord
- 2024: FBI: Most Wanted für Wendy Moniz als April Brooks

### Theater (Auswahl)
- 2004–2005: Kaltes Herz (Bremer Theater, Regie: Ingrid Paulis)
- 2009: Kabale und Liebe (Ludwigsburger Schlossfestspiele, Regie: Wulf Kronold)
- 2014–2015: Alladin und die Wunderlampe (Staatstheater Kassel, Regie: Peter Seuwen)
- 2014: Gottes Freund (Störtebeker Festspiele, Regie: Peter Dehler)
- 2014: Die Wanderhure (Bad Hersfelder Festspiele, Regie: Janusz Kick)
- 2016: Der zerbrochene Krug (Bad Hersfelder Festspiele, Regie: Holk Freytag)